# Trofeo Teresa Rivero
El Trofeo Teresa Rivero era un torneo de fútbol que organizaba el Rayo Vallecano de Madrid como presentación a su afición antes de empezar la temporada. Llevaba el nombre de presidenta Teresa Rivero, durante el tiempo que ocupó el cargo. El trofeo se disputaba a un solo partido entre el equipo anfitrión y un equipo invitado, en el estadio del Rayo. La edición del 2010 fue la última en disputarse tras la venta del club de los Ruiz-Mateos. A partir de agosto del 2011 el trofeo ha pasado a denominarse simplemente Trofeo de Vallecas.

## Palmarés del torneo
| Año  | Campeón            |      | Subcampeón         |
| ---- | ------------------ | ---- | ------------------ |
| 2002 | OFK Beogrado       | 0-0* | Rayo Vallecano     |
| 2003 | Rayo Vallecano     | 2-1  | Atlético de Madrid |
| 2004 | Getafe CF          | 0-0* | Rayo Vallecano     |
| 2005 | Rayo Vallecano     | 4-0  | Málaga CF          |
| 2006 | Real Valladolid    | 0-0* | Rayo Vallecano     |
| 2007 | Getafe CF          | 2-1  | Rayo Vallecano     |
| 2008 | Atlético de Madrid | 4-2  | Rayo Vallecano     |
| 2009 | Real Valladolid    | 3-1  | Rayo Vallecano     |
| 2010 | Rayo Vallecano     | 1-0  | CA Osasuna         |

- * Ganador por penaltis.

## Campeones
| Rayo Vallecano     | 3 trofeos | 2003, 2005 y 2010 |
| Getafe CF          | 2 trofeos | 2004 y 2007       |
| Real Valladolid    | 2 trofeos | 2006 y 2009       |
| OFK Beogrado       | 1 trofeo  | 2002              |
| Atlético de Madrid | 1 trofeo  | 2008              |